# Pseudonomoneura bajaensis
Pseudonomoneura bajaensis är en tvåvingeart som beskrevs av Fitzgerald och Boris C. Kondratieff 1995. Pseudonomoneura bajaensis ingår i släktet Pseudonomoneura och familjen Mydidae. Inga underarter finns listade i Catalogue of Life.